# Mont-ral
Mont-ral (spanisch: Montreal) ist eine katalanische Gemeinde mit 184 Einwohnern (Stand: 2024) in der Provinz Tarragona im Nordosten Spaniens. Sie liegt in der Comarca Alt Camp.
Die Nachbargemeinden sind Montblanc, La Riba, Alcover, L’Albiol, Vilaplana, Capafonts und Prades.

## Ortschaften
Die Gemeinde besteht aus sechs Ortschaften (Einwohnerzahlen Stand 2005):
- L’Aixàviga (14)
- El Bosquet (24)
- La Cabrera (3)
- La Cadeneta (12)
- Farena (46)
- Mont-ral (81)